# Promozione Sardegna 1977-1978
Nella stagione 1977-1978 la Promozione era il quinto livello del calcio italiano (il massimo livello regionale). Qui vi sono le statistiche relative al campionato in Sardegna.
Il campionato è strutturato in vari gironi all'italiana su base regionale, gestiti dai Comitati Regionali di competenza. Promozioni alla categoria superiore e retrocessioni in quella inferiore non erano sempre omogenee; erano quantificate all'inizio del campionato dal Comitato Regionale secondo le direttive stabilite dalla Lega Nazionale Dilettanti, ma flessibili, in relazione al numero delle società retrocesse dal Campionato Interregionale e perciò, a seconda delle varie situazioni regionali, la fine del campionato poteva avere degli spareggi sia di promozione che di retrocessione.

## Girone A

### Classifica finale
|  | Pos. | Squadra      | Pt  | G   | V   | N   | P   | GF  | GS  | DR  |
|  | ---- | ------------ | --- | --- | --- | --- | --- | --- | --- | --- |
|  | 1.   | Carbonia     | 45  | 30  | 20  | 5   | 5   | 54  | 21  | +33 |
|  | 2.   | Sant'Antioco | 40  | 30  | 17  | 6   | 7   | 32  | 20  | +12 |
|  | 3.   | Gonnesa      | 39  | 30  | 14  | 11  | 5   | 49  | 22  | +27 |
|  | 4.   | Tharros      | 38  | 30  | 16  | 6   | 8   | 47  | 27  | +20 |
|  | 5.   | Decimoputzu  | 35  | 30  | 11  | 13  | 6   | 44  | 33  | +11 |
|  | 6.   | Sinnai       | 35  | 30  | 13  | 9   | 8   | 31  | 27  | +4  |
|  | 7.   | Villacidro   | 33  | 30  | 12  | 9   | 9   | 37  | 34  | +3  |
|  | 8.   | Sestu        | 32  | 30  | 12  | 8   | 10  | 36  | 37  | -1  |
|  | 9.   | Atletico     | 31  | 30  | 12  | 7   | 11  | 36  | 32  | +4  |
|  | 10.  | La Palma     | 31  | 30  | 11  | 9   | 10  | 37  | 38  | -1  |
|  | 11.  | Torpedo      | 29  | 30  | 9   | 11  | 10  | 29  | 32  | -3  |
|  | 12.  | Ferrini      | 26  | 30  | 7   | 12  | 11  | 31  | 39  | -8  |
|  | 13.  | San Sperate  | 20  | 30  | 6   | 8   | 16  | 21  | 32  | -11 |
|  | 14.  | Monreale     | 17  | 30  | 3   | 11  | 16  | 18  | 42  | -24 |
|  | 15.  | Cortoghiana  | 17  | 30  | 3   | 11  | 16  | 16  | 45  | -29 |
|  | 16.  | Arbus        | 12  | 30  | 2   | 8   | 20  | 24  | 61  | -37 |
|  |      |              | 480 | 480 | 168 | 144 | 168 | 542 | 542 | 0   |

Verdetti:
- Carbonia ammesso agli spareggi promozione con il Portotorres.
- Monreale è retrocessa, poi riammessa in Promozione;
- Cortoghiana e Arbus sono retrocesse in Prima Categoria.

## Girone B

### Classifica finale
|  | Pos. | Squadra        | Pt  | G   | V   | N   | P   | GF    | GS    | DR  |
|  | ---- | -------------- | --- | --- | --- | --- | --- | ----- | ----- | --- |
|  | 1.   | Portotorres    | 41  | 30  | 16  | 9   | 5   | 51    | 25    | +26 |
|  | 2.   | Ilvarsenal     | 40  | 30  | 14  | 12  | 4   | 37    | 18    | +19 |
|  | 3.   | Tempio         | 40  | 30  | 15  | 10  | 5   | 44    | 22    | +22 |
|  | 4.   | Sennori        | 40  | 30  | 17  | 6   | 7   | 52    | 27    | +25 |
|  | 5.   | Fertilia       | 36  | 30  | 13  | 10  | 7   | 27    | 26    | +1  |
|  | 6.   | Sorso          | 35  | 30  | 13  | 9   | 8   | 45    | 22    | +23 |
|  | 7.   | Macomer        | 35  | 30  | 11  | 13  | 6   | 44    | 25    | +19 |
|  | 8.   | Thiesi         | 30  | 30  | 11  | 8   | 11  | 39    | 37    | +2  |
|  | 9.   | Lauras         | 29  | 30  | 10  | 9   | 11  | 19    | 32    | -13 |
|  | 10.  | Ittiri         | 25  | 30  | 10  | 5   | 15  | 24    | 30    | -6  |
|  | 11.  | Attilia Condor | 25  | 30  | 10  | 5   | 15  | 36    | 55    | -19 |
|  | 12.  | Arzachena      | 23  | 30  | 10  | 3   | 17  | 36    | 50    | -14 |
|  | 13.  | Solarussa      | 22  | 30  | 8   | 6   | 16  | 21    | 34    | -13 |
|  | 14.  | Montalbo       | 22  | 30  | 6   | 10  | 14  | 30    | 49    | -19 |
|  | 15.  | Ozierese       | 21  | 30  | 9   | 3   | 18  | 27    | 44    | -17 |
|  | 16.  | Oristanese     | 16  | 30  | 4   | 8   | 18  | 18    | 50    | -32 |
|  |      |                | 480 | 480 | 177 | 126 | 177 | 550 ? | 546 ? | 0   |

Verdetti
- Portotorres ammesso agli spareggi intergirone.
- Ozierese ed Oristanese retrocesse in Prima Categoria.
- Montalbo retrocesso poi ripescato in Promozione.

### Spareggio promozione
- 28-05-1978 a Nuoro: Carbonia-Portotorres 1-1 d.t.s. - vittoria assegnata al Carbonia per sorteggio.